# MLB Draft 1974
Der MLB Draft 1974 war der zehnte Draft, der von der Major League Baseball veranstaltet wurde. An erster Stelle wurde Bill Almon von den San Diego Padres ausgewählt.

## Hintergrund
Im Gegensatz zu den sonstigen Drafts gelang zwölf der 13 ersten und insgesamt 16 im MLB Draft 1974 in der ersten Runde ausgewählten Spielern anschließend der Sprung in die Major League Baseball. Zu den bekanntesten und erfolgreichsten Spielern, die gedraftet wurden, zählen Lonnie Smith (Philadelphia Phillies), Dale Murphy (Atlanta Braves), Garry Templeton (St. Louis Cardinals), Lance Parrish (Detroit Tigers), Willie Wilson (Kansas City Royals) und Rick Sutcliffe (Los Angeles Dodgers).

## Erstrundenwahlrecht
|  | = All-Star |  |  | = Baseball Hall of Famer |

| Pick | Spieler         | Mannschaft            | Position | Schule                       |
| ---- | --------------- | --------------------- | -------- | ---------------------------- |
| 1    | Bill Almon      | San Diego Padres      | SS       | Brown University             |
| 2    | Tommy Boggs     | Texas Rangers         | RHP      | Austin, Texas                |
| 3    | Lonnie Smith    | Philadelphia Phillies | OF       | Compton, Kalifornien         |
| 4    | Tom Brennan     | Cleveland Indians     | RHP      | Lewis University             |
| 5    | Dale Murphy     | Atlanta Braves        | C        | Portland, Oregon             |
| 6    | Butch Edge      | Milwaukee Brewers     | RHP      | Sacramento, Kalifornien      |
| 7    | Scot Thompson   | Chicago Cubs          | OF       | Renfrew, Pennsylvania        |
| 8    | Larry Monroe    | Chicago White Sox     | RHP      | Mt. Prospect, Illinois       |
| 9    | Ron Sorey       | Montreal Expos        | 3B       | Dayton, Ohio                 |
| 10   | Mike Miley      | California Angels     | SS       | Louisiana State University   |
| 11   | Rod Scurry      | Pittsburgh Pirates    | LHP      | Sparks, Nevada               |
| 12   | Dennis Sherrill | New York Yankees      | SS       | Miami, Florida               |
| 13   | Garry Templeton | St. Louis Cardinals   | SS       | Santa Ana, Kalifornien       |
| 14   | Ted Shipley     | Minnesota Twins       | SS       | Vanderbilt University        |
| 15   | Kevin Drake     | Houston Astros        | OF       | Lompoc, Kalifornien          |
| 16   | Lance Parrish   | Detroit Tigers        | 3B       | Diamond Bar, Kalifornien     |
| 17   | Cliff Speck     | New York Mets         | RHP      | Beaverton, Oregon            |
| 18   | Willie Wilson   | Kansas City Royals    | OF       | Summit, New Jersey           |
| 19   | Terry Lee       | San Francisco Giants  | 2B       | San Luis Obispo, Kalifornien |
| 20   | Eddie Ford      | Boston Red Sox        | SS       | University of South Carolina |
| 21   | Rick Sutcliffe  | Los Angeles Dodgers   | RHP      | Kansas City, Missouri        |
| 22   | * Jerry Johnson | Oakland Athletics     | C        | Austin, Texas                |
| 23   | Steve Reed      | Cincinnati Reds       | RHP      | Fort Wayne, Indiana          |
| 24   | Rich Dauer      | Baltimore Orioles     | 3B       | University of South Carolina |

* Hat keinen Vertrag unterschrieben